# Mercedes-Benz Ponton (Type 180)
La Mercedes-Benz W 180, mieux connue sous le nom de Mercedes-Benz 220 ou 220 S, est un ancien modèle de luxe de Daimler-Benz avec un moteur six cylindres qui a été vendu de 1954 à 1959. Les Mercedes Großen Ponton (grande Ponton), successeurs de la Mercedes-Benz 220 (W 187), ont été construites aux côtés des W 120/W 121 (Kleiner Ponton ; petite Ponton) avec moteurs quatre cylindres) de la catégorie des grandes routières.
Comme pour les modèles à moteurs quatre cylindres de l’année précédente, Daimler-Benz a également introduit à partir de mars 1954 la carrosserie autoportante pour les 220 à moteurs six cylindres, s’éloignant des constructions à châssis en échelle de la période d’avant-guerre. La Mercedes-Benz 300 d, construite jusqu’en 1962, était la dernière voiture de tourisme de Mercedes-Benz avec un châssis séparé.

## 220 a (W 180 I)
Alors que les modèles à moteurs quatre cylindres de la génération Ponton étaient sur le marché depuis 1953, ceux intéressés par un moteur six cylindres devaient se contenter du modèle précédent, la 220 (W 187) qui ressemblait encore aux modèles d’avant-guerre avec ses garde-noués autonomes, jusque début 1954. Le modèle 220 a est finalement présenté au Salon international de l'automobile de Genève en mars 1954. Dans le cadre du système modulaire, elle avait le même système de cadre avec plancher que les modèles à moteurs quatre cylindres, mais avec une partie avant plus longue de 10 cm pour le moteur plus long et compartiment arrière plus long de 7 cm. Le coffre correspondait à celui des plus petits modèles Ponton avec moteurs quatre cylindres.
Le moteur essence avec la désignation interne M 180 II était un six cylindres en ligne d’une cylindrée de 2,2 litres avec vilebrequin à quatre paliers et carburateur, qui n’a été que légèrement modifié par rapport au modèle précédent. Il délivre 62,5 kW (85 ch) à 4 800 tr/min, ce qui permet à la berline de 1 300 kg d’accélérer de 0 à 100 km/h en 19 secondes. La vitesse maximale était de 150 km/h. L’électronique embarquée a été convertie en 12 volts et, comme dans les modèles Ponton à moteurs quatre cylindres introduits en 1953, l’essieu arrière était un essieu oscillant à simple articulation.
De juin 1954 à avril 1956, Daimler-Benz fabrique 25 937 véhicules. Selon la Kraftfahrt-Bundesamt (KBA), 165 véhicules étaient encore immatriculés en Allemagne au 31 décembre 2012, ce qui n’inclut pas les véhicules qui ne sont pas actuellement immatriculés.

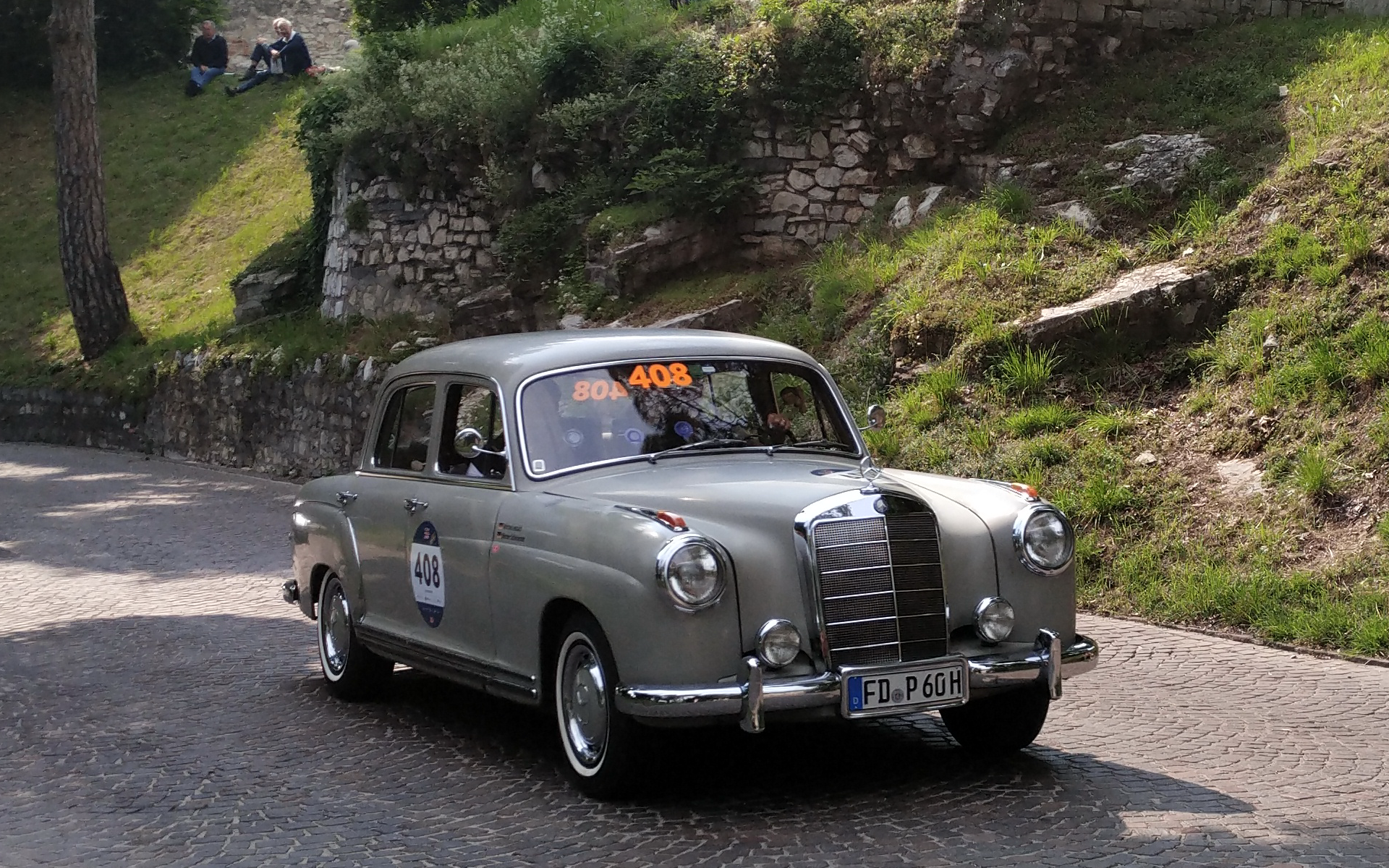
Mercedes-Benz 220 a (1955).
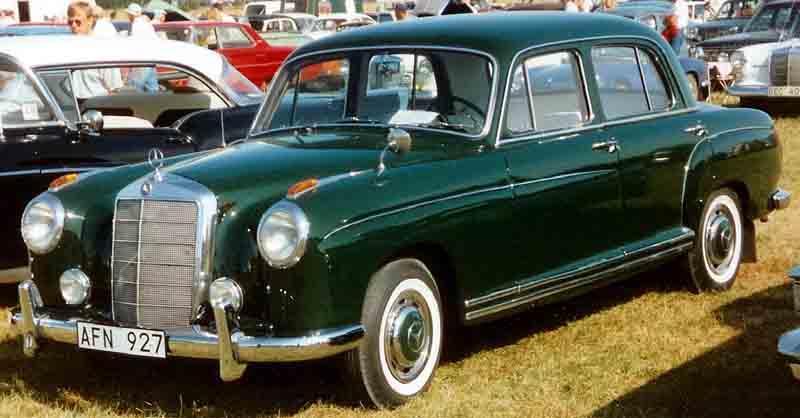
Mercedes-Benz 220.
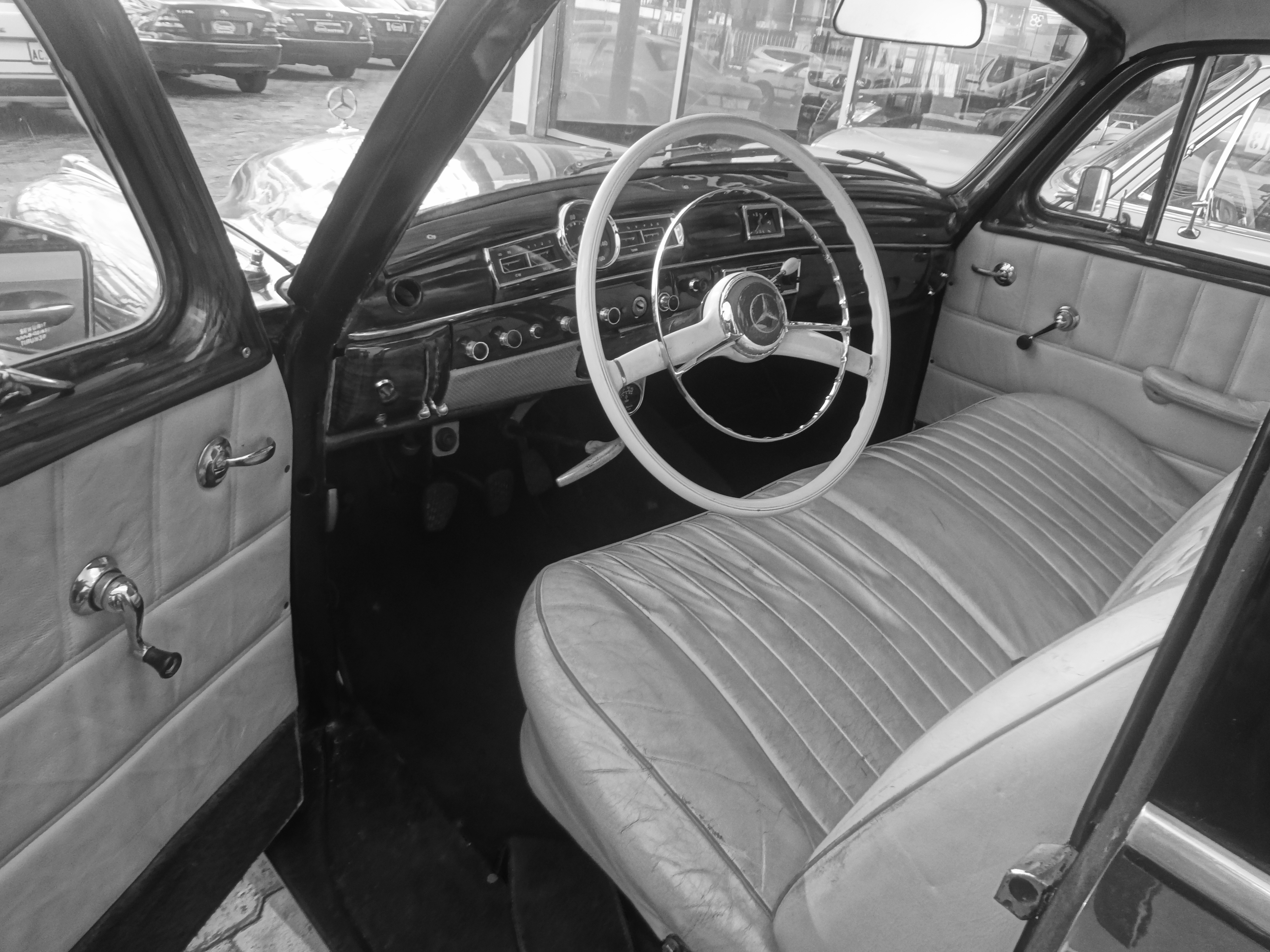
Intérieur d’une 220 a (1956).
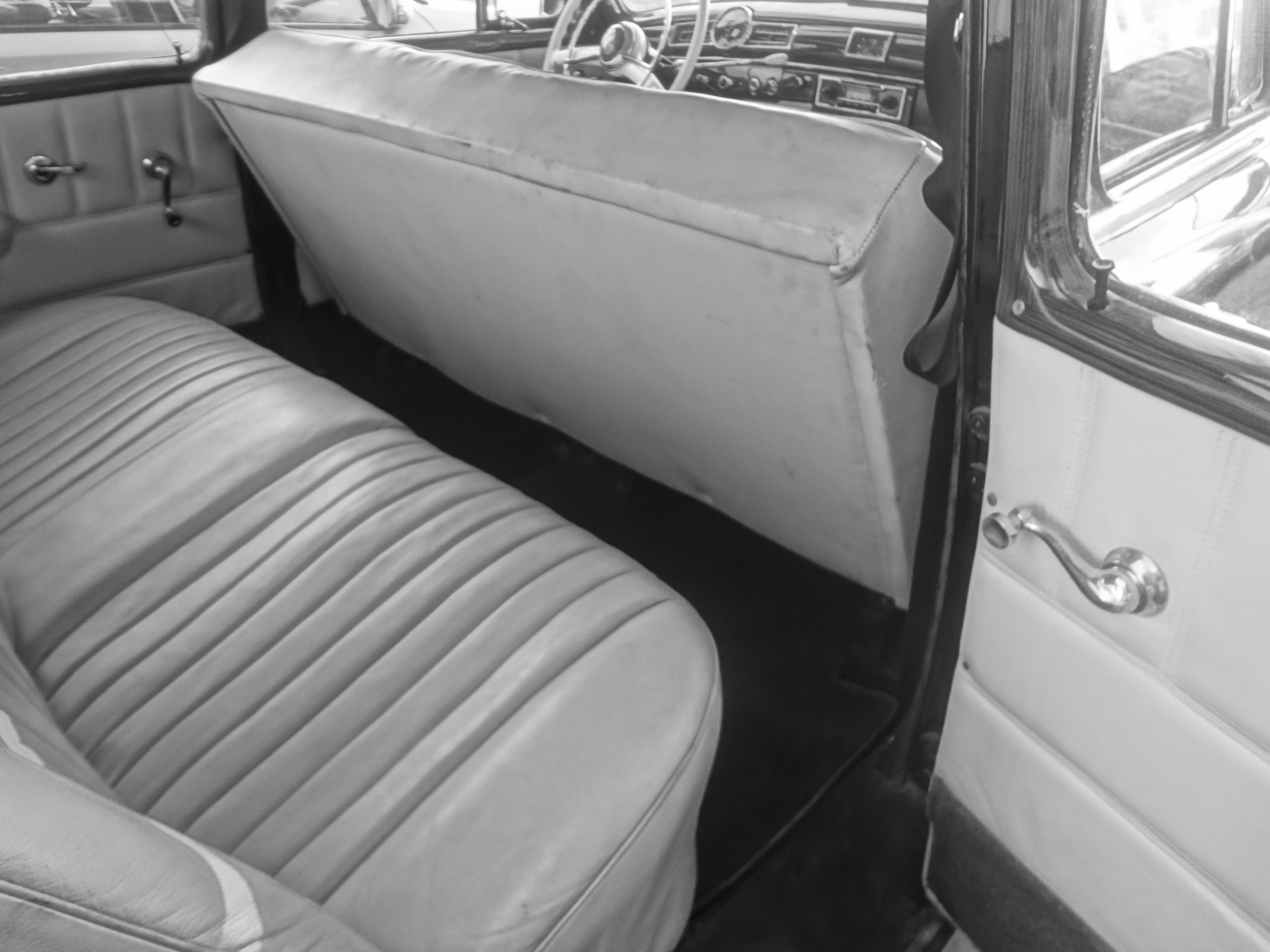
Arriere d’une 220 a (1956).
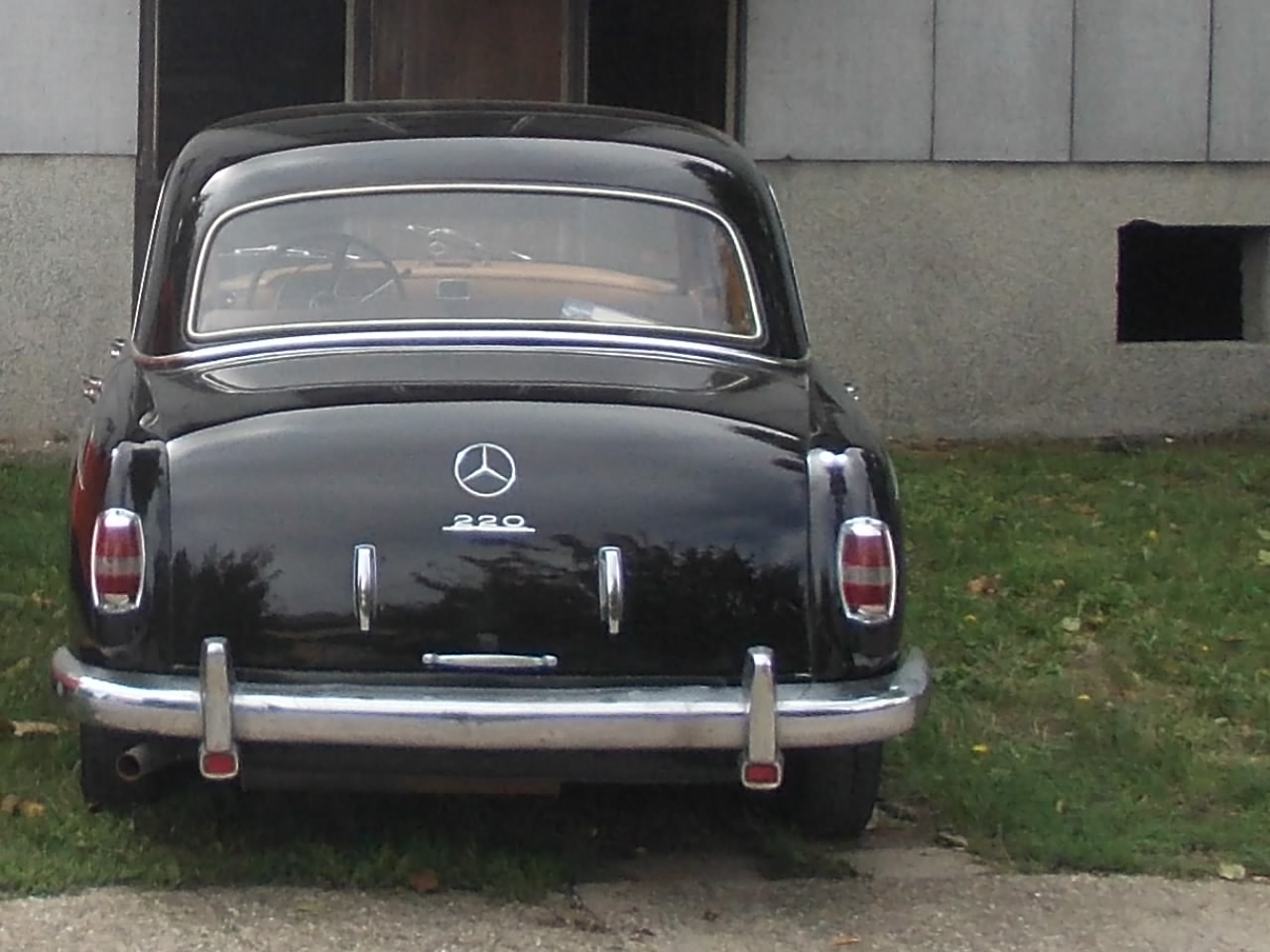
Mercedes-Benz 220 a, vue arrière.

## 220 S (W 180 II)
Successeur de la 220 a, le modèle 220 S était le modèle à moteurs six cylindres « standard » de la gamme Ponton. Elle a été construite en tant que berline de 1956 à 1959. Pour les distinguer, les Ponton nouvelles versions ont ensuite été officieusement désignées dans les publicités de vente avec des lettres minuscules jointes, comme « 220 Sa », et la successeur de l’ère des « ailerons arrière » comme « 220 Sb ». Dans la première version, le moteur M 180 III, dont les performances étaient améliorées par un système de carburateur à deux barrils, développait 74 kW (100 ch) à 4 800 tr/min et plus tard 78 kW (106 ch) à 5 200 tr/min, ce qui permet à la berline de 1 350 kg d’accélérer de 0 à 100 km/h en 17 secondes. La vitesse maximale était de 160 km/h. Le prix de 12 500 Deutsche Mark était le même que celui de la 220 a précédente.
De mars 1956 à août 1959, 55 279 véhicules ont été fabriqués. En juillet 1994, 493 véhicules étaient encore immatriculés auprès de la Kraftfahrt-Bundesamt, en Allemagne, sans compter les véhicules qui n’étaient pas actuellement immatriculés.

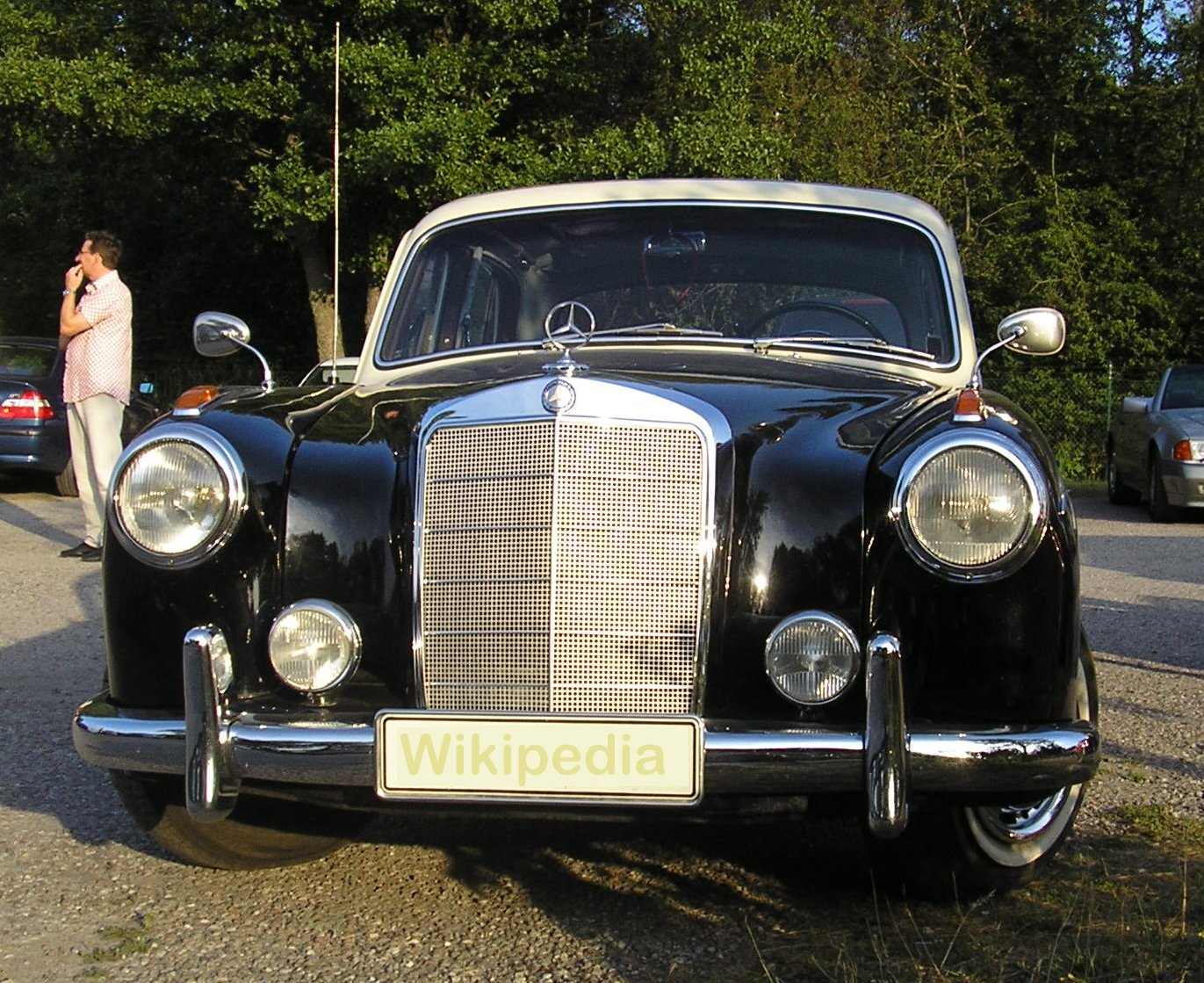
Mercedes-Benz 220 S.
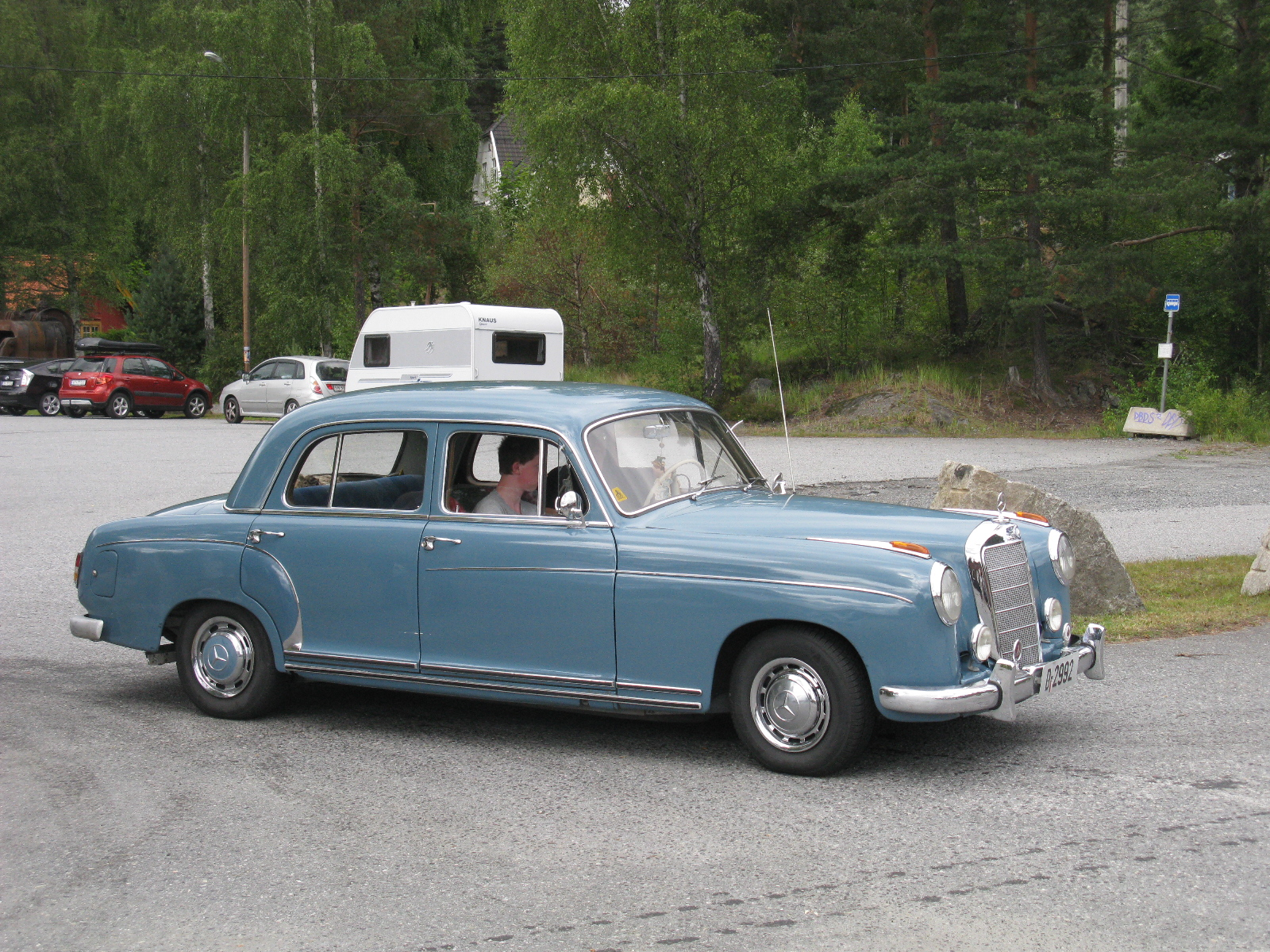
Mercedes-Benz 220 S.
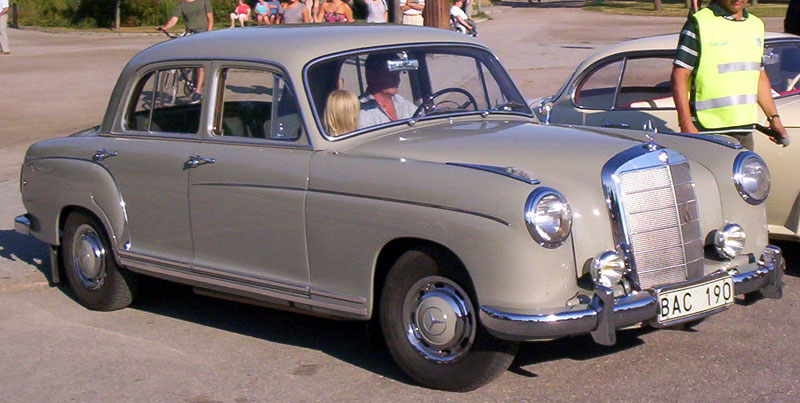
Mercedes-Benz 220 S (1957).
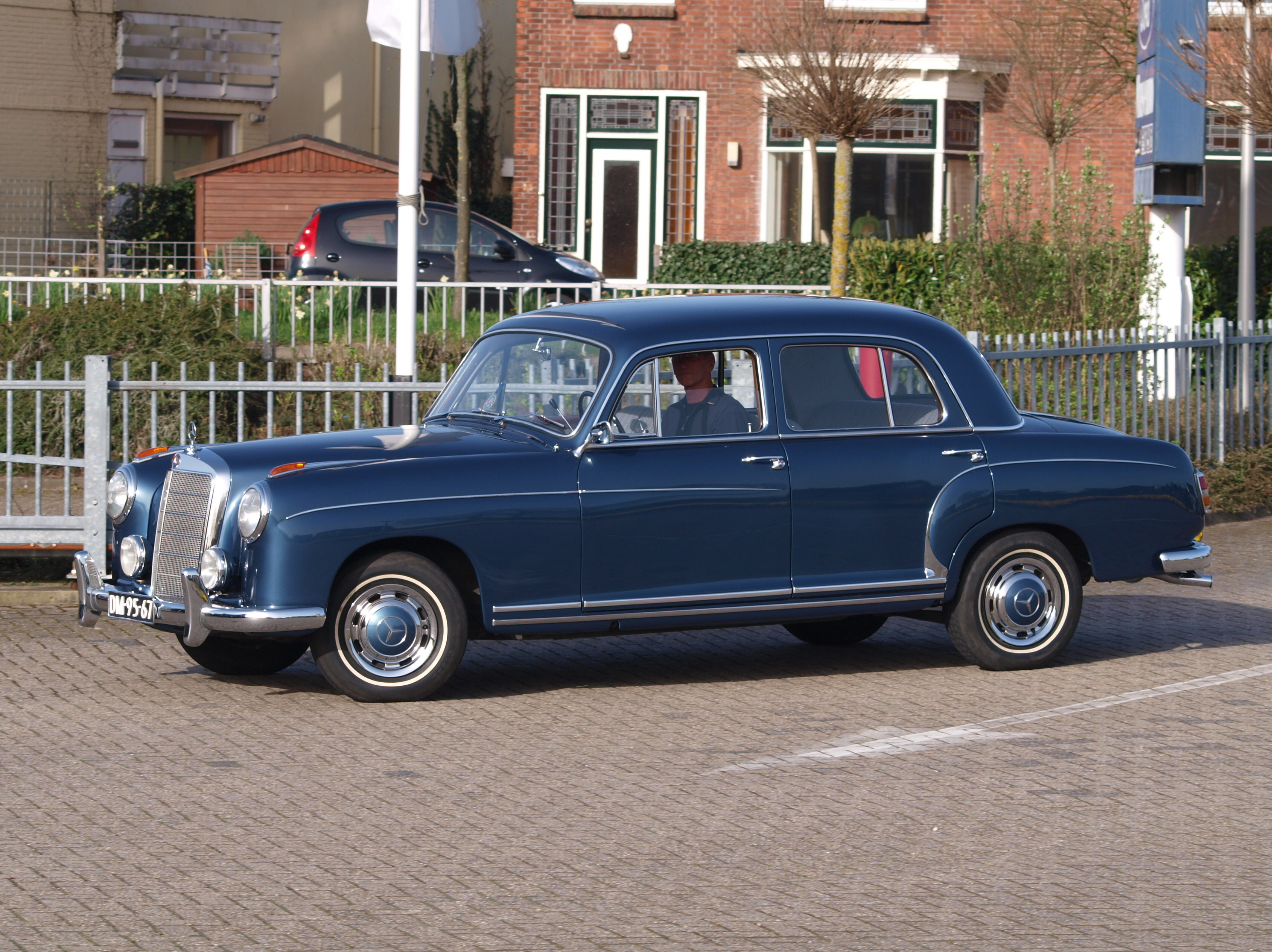
Mercedes-Benz 220 S (1959).
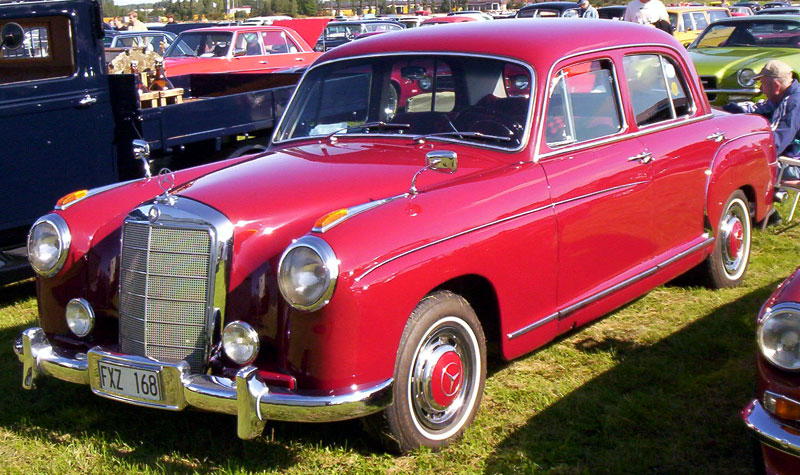
Mercedes-Benz 220 S (1956).
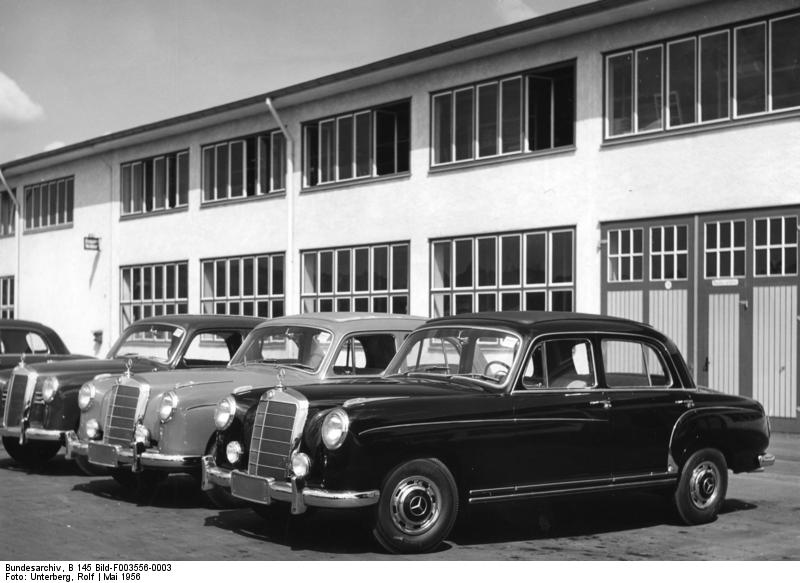
220 S devant l’usine de Sindelfingen en 1956.

## 220 S coupé et cabriolet (W 180 II)
La 220 S cabriolet était proposée à partir de juillet 1956. La 220 S coupé est lancée trois mois plus tard en octobre 1956. Elle correspondait à la version ouverte à l’exception du toit fixe. Un prix de 21 500 Deutsche Mark était facturé pour les deux véhicules, qui étaient basés sur la 220 S (W 180 II) berline. La production du Ponton convertible peut être considérée comme un travail de développement réussi, en particulier car c’était la première fois chez Daimler-Benz qu’une carrosserie autoportante sans entretoises de toit était nécessaire, ce qui nécessitait un plancher extrêmement rigide et donc plus lourd pour éviter la torsion de la carrosserie. Malgré l’empattement plus court et les deux portes, le cabriolet pesait 100 kg de plus que la berline quatre portes.
Le moteur de 74 kW (100 ch) a été adopté tel quel. Avec cette unité, les voitures étaient joliment motorisées. L’intérieur est équipé d’un tableau de bord et d’encadrements de fenêtres en bois précieux, d’un revêtement en cuir, d’un chauffage et d’une ventilation avec ventilateur fixe et d’instruments ronds bien disposés.

### Lifting
En août 1957, des variantes améliorées de presque tous les types de carrosseries des voitures particulières Ponton ont été présentées. Les 220 S coupé et cabriolet ont également subi un lifting, les deux modèles sont sortis avec de subtiles modifications et une puissance moteur portée à 78 kW (106 ch). Seul le pare-chocs avant avec l’emplacement de la plaque d’immatriculation et l’éclairage modifié de la plaque d’immatriculation arrière, qui - comme sur les berlines - avait été déplacé vers les porte-à-faux du pare-chocs, était visible de l’extérieur.

### Fin de production
En août 1959, un modèle entièrement repensé avec moteurs six cylindres et une carrosserie à ailerons est présenté, le modèle W 111. La production des 220 S Ponton berline, coupé et cabriolet s’est terminée le même mois. Les dernières variantes à carburateur ont quitté l’usine en octobre 1959.
Avec un total de seulement 1 251 véhicules construits, les Ponton coupé à moteur à carburateur font partie des modèles de la production Mercedes-Benz d’après-guerre les plus rares.

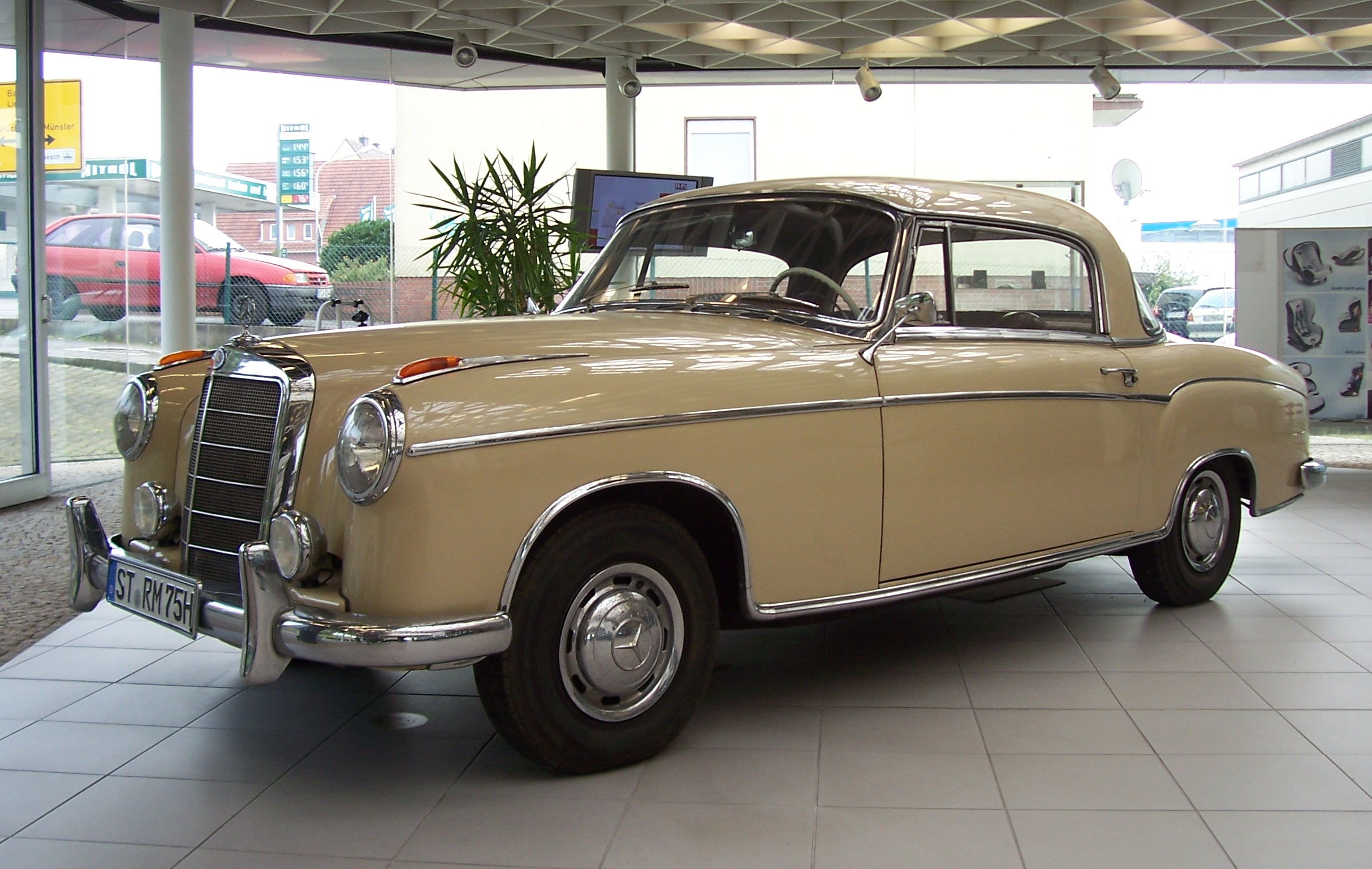
220 S coupé (1957).
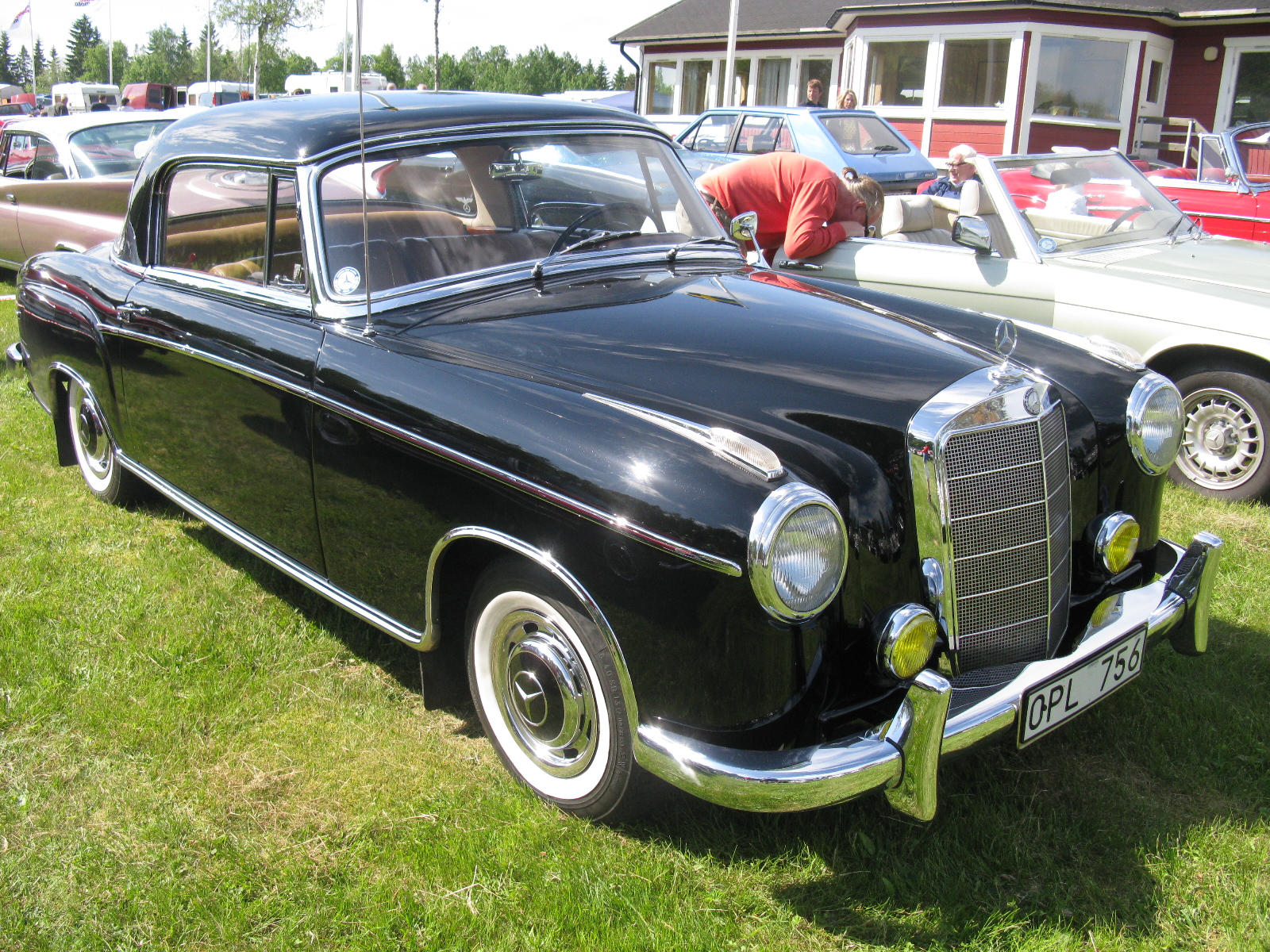
220 S coupé.
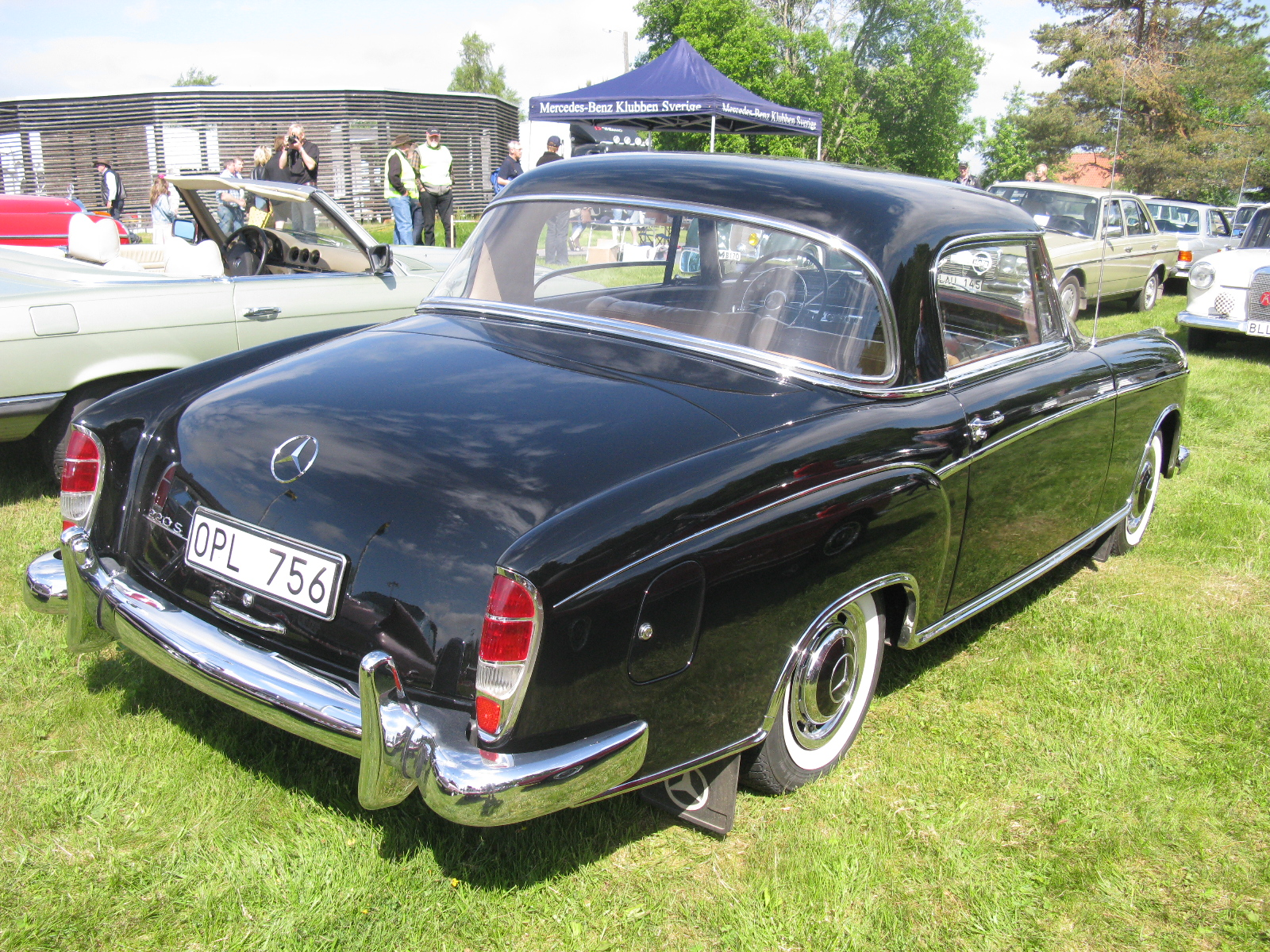
220 S coupé.
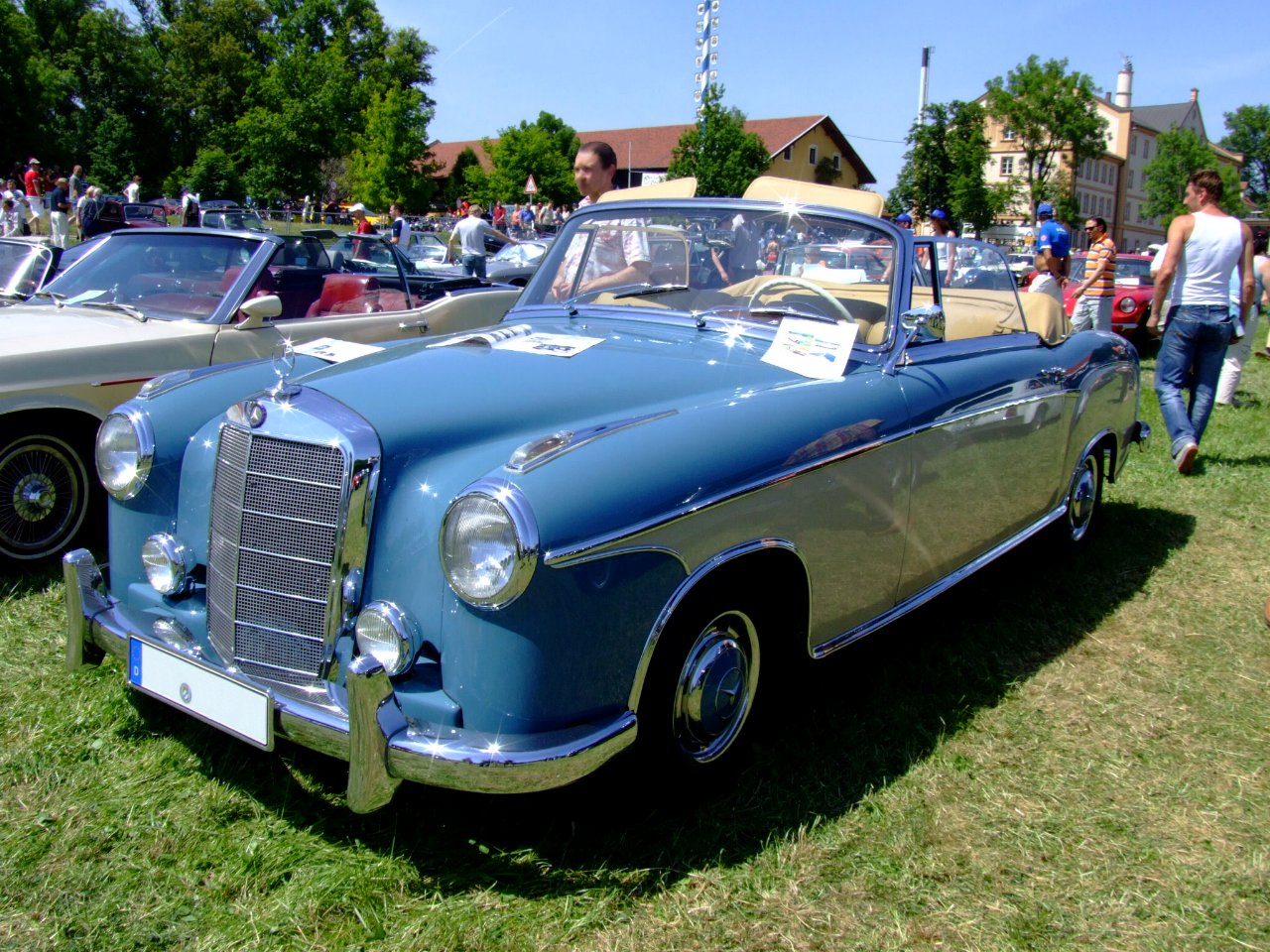
220 S cabriolet (1958).
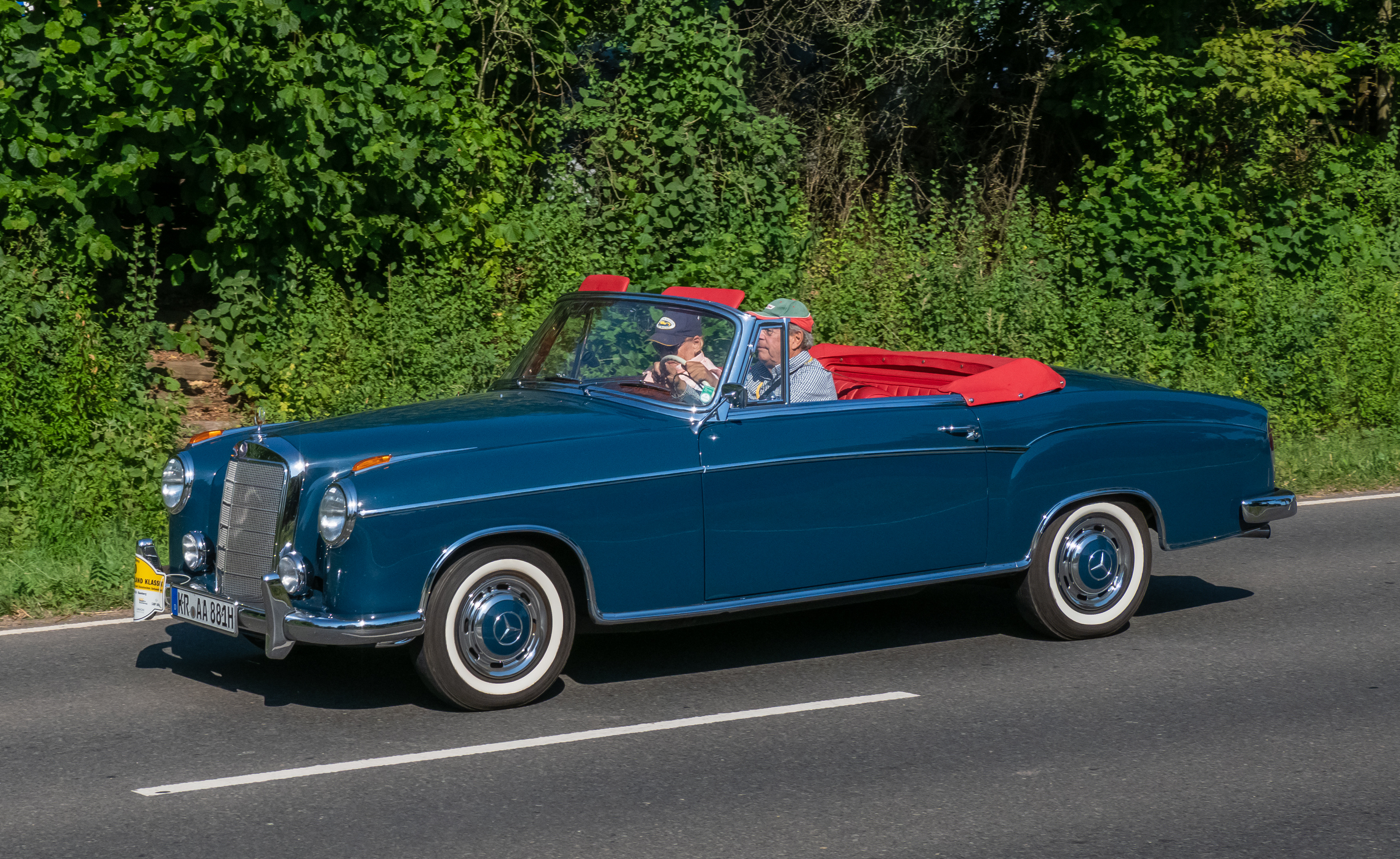
220 S cabriolet.
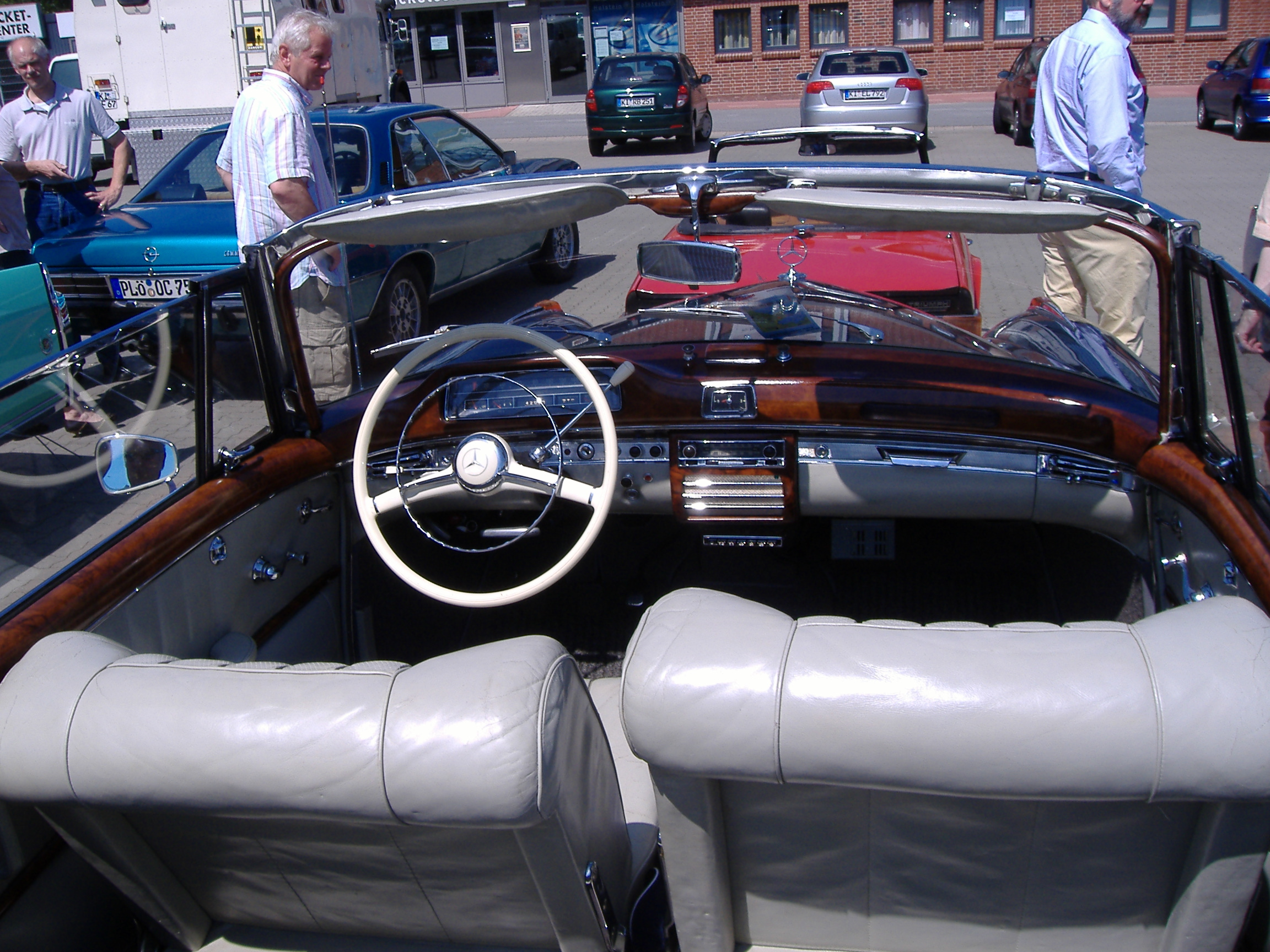
Coup d’œil à l’intérieur d’une 220 S cabriolet.